# Ulm (Arkansas)
Pour les articles homonymes, voir Ulm (homonymie).
La ville américaine de Ulm est située dans le comté de Prairie, dans l'Arkansas. Lors du recensement de 2010, sa population s’élevait à 170 habitants.

## Démographie
| 1910 | 1920 | 1930 | 1940 | 1950 | 1960 |
| ---- | ---- | ---- | ---- | ---- | ---- |
| 115  | 194  | 152  | 146  | 131  | 140  |

| 1970 | 1980 | 1990 | 2000 | 2010 | - |
| ---- | ---- | ---- | ---- | ---- | - |
| 185  | 201  | 193  | 205  | 170  | - |

## Source
- (en) Cet article est partiellement ou en totalité issu de l’article de Wikipédia en anglais intitulé « Ulm, Arkansas » (voir la liste des auteurs).